# Fekete Szabó András Levente
Fekete Szabó András Levente (1953. november 5., Szilágysomlyó) romániai magyar politikus. Az RMDSZ Szilágysági szenátora.

## Tanulmányai
1977-ben a kolozsvári Agrártudományi Egyetem állattenyésztési karán állattenyésztő mérnöki diplomát kapott.

## Munkatapaszalat
- 1977-1988 Szilágynagyfaluban farmvezető
- 1988-1992 Szilágyperecsenben állattenyésztő mérnök
- 1996-1997 bányavállalatnál bányamester az ippi felszíni fejtésnél

## Politikai tevékenység
- 1992-1996 alpolgármester (Szilágysomlyó)
- 1997-2000 alprefektus
- 2000-2004 a megyei tanács alelnöke
- 2004-től szenátor
- 2000-től SZKT tag, Megyei Operatív Tanács tagja
- 2007 fszenátusi frakcióvezető helyettes
- 2008-tól ujraválasztott szenátor, frakcióvezető helyettes
- 2010-től frakcióvezető

Civiltársadalmi tevékenységek:
- a Báthory István Alapítvány alelnöke
- a szilágysomlyó EMKE alapító tagja